# Warnham
Warnham – wieś w Anglii, w hrabstwie West Sussex, w dystrykcie Horsham. Leży 42 km na północny wschód od miasta Chichester i 49 km na południe od Londynu. W 2001 miejscowość liczyła 1958 mieszkańców.